# Cucerirea Kiberului
Cucerirea Kiberului este un roman științifico-fantastic din 1985 al autorului canadian A. E. van Vogt.
În limba română a apărut în 1998 la Editura Vremea, colecția Super Fiction, în traducerea Silviei Colfescu.

## Rezumat
Paul Craig este un bărbat de 27 de ani care se trezește, fără să vrea, atras  într-o lovitură de palat pe Kiber, o planetă îndepărtată, care găzduiește viață marină inteligentă. Va descoperi că mahmureala sa îi ascunde multe lucruri, dar nu și branhiile cu care este înzestrat acum.